# USS Ringgold (DD-500)
USS Ringgold (DD-500) là một tàu khu trục lớp Fletcher được Hải quân Hoa Kỳ chế tạo trong Chiến tranh Thế giới thứ hai. Nó là chiếc tàu chiến thứ hai của Hải quân Mỹ được đặt theo tên Chuẩn đô đốc Cadwalader Ringgold (1802–1867), người tham gia cuộc Nội chiến Hoa Kỳ. Ngừng hoạt động sau khi Thế Chiến II kết thúc, con tàu được tân trang và chuyển giao cho Hải quân Tây Đức như là chiếc Zerstörer 2 (D171) năm 1959, rồi lại được chuyển tiếp cho Hải quân Hy Lạp như là chiếc Kimon (D42) năm 1981 trước khi bị tháo dỡ năm 1993. Nó được tặng thưởng mười Ngôi sao Chiến trận trong Thế Chiến II.

## Thiết kế và chế tạo
Ringgold được đặt lườn tại xưởng tàu của hãng Federal Shipbuilding & Dry Dock Company ở Kearny, New Jersey vào ngày 25 tháng 6 năm 1942. Nó được hạ thủy vào ngày 11 tháng 11 năm 1942; được đỡ đầu bởi bà Arunah Sheperdson Abell, cháu gái Chuẩn đô đốc Ringgold; và nhập biên chế vào ngày 30 tháng 12 năm 1942 dưới quyền chỉ huy của Hạm trưởng, Trung tá Hải quân Thomas F. Conley.

## Lịch sử hoạt động
Ringgold tiến hành chạy thử máy bắt đầu từ Xưởng hải quân Brooklyn đến vịnh Guantánamo, Cuba và quay trở về, kéo dài cho đến ngày 18 tháng 2 năm 1943. Các lượt huấn luyện cơ động giữ chân nó lại vùng phụ cận Trinidad cho đến giữa tháng 7. Khởi hành từ New York vào ngày 21 tháng 7 để đi sang Mặt trận Thái Bình Dương, nó băng qua kênh đào Panama vào ngày 27 tháng 7, và trình diện cùng Tổng tư lệnh Hạm đội Thái Bình Dương tại Trân Châu Cảng, nơi nó mang cờ hiệu của Tư lệnh Đội khu trục 50.

### Chiến dịch quần đảo Gilbert - 1943
Sau nhiều tuần huấn luyện, Ringgold gia nhập một lực lượng đặc nhiệm tàu sân bay nhanh, được xây dựng chung quanh các tàu sân bay Yorktown (CV-10), Essex (CV-9) và Independence (CVL-22). Lực lượng hoạt động tại Marcus vào ngày 1 tháng 9, rồi di chuyển đến quần đảo Gilbert tiến hành các chiến dịch không kích. Máy bay từ tàu sân bay tiến hành không kích Tarawa và Makin vào các ngày 18 và 19 tháng 9, phá hủy chín máy bay trên mặt đất và năm tàu đang neo đậu. Quan trọng hơn cả, máy bay trinh sát của tàu sân bay Lexington (CV-16) mang về một loạt ảnh chụp góc thấp về phía vũng biển của Betio, rất có giá trị trong việc lập kế hoạch cho trận Tarawa.
Vào ngày 5-6 tháng 10, lực lượng tàu sân bay nhanh lớn nhất từng được tập trung cho đến lúc đó, bao gồm Essex, Yorktown, Lexington, Independence, Cowpens (CVL-25) và Belleau Wood (CVL-24), đặt dưới quyền chỉ huy của Chuẩn đô đốc Alfred E. Montgomery, đã không kích xuống đảo Wake. Mục tiêu này cũng bị bắn phá bởi các thiết giáp hạm, tàu tuần dương và tàu khu trục.
Lực lượng tấn công phía Nam dưới quyền chỉ huy của Chuẩn đô đốc Harry W. Hill bên trên thiết giáp hạm Maryland (BB-46) đã tấn công mục tiêu tiếp theo: Tarawa. Họ vận chuyển các đơn vị thuộc Sư đoàn 2 Thủy quân Lục chiến vốn là những cựu binh từng chiến đấu kiên trì trong trận Guadalcanal. Theo kế hoạch, Ringgold cùng tàu khu trục Dashiell (DD-659) được lệnh mở đường tiến vào vũng biển vào ngày 20 tháng 11, nên trước hoàng hôn ngày 19 tháng 11, nó đi trước lực lượng tấn công để đánh dấu cột mốc radar tại một điểm chuyển tiếp phía Bắc. Tuy nhiên, các hải đồ đã không chính xác, nhiều lúc đã không định hướng đúng Betio. Tàu ngầm Nautilus (SS-168) đã thám sát khu vực và báo cáo về những sai sót, nên một biểu đồ tiếp cận mới được vạch ra bên trên soái hạm Maryland.
Lúc 22 giờ 00, khi Ringgold và tàu tuần dương hạng nhẹ Santa Fe (CL-60) dẫn trước lực lượng tấn công, họ bắt được một tín hiệu radar. Đã có mệnh lệnh canh phòng quan sát chiếc tàu ngầm, nhưng người ta tin rằng nó đã đi về phía Tây lúc xế chiều để cứu vớt một phi công bị bắn rơi, nên nó sẽ lặn xuống khi bắt gặp lực lượng bạn. Tuy nhiên, Nautilus đang ở gần một dãi san hô và không lặn xuống. Lo ngại phải đụng độ với lực lượng tuần tra Nhật Bản, đô đốc Hill ra lệnh nổ súng vào mục tiêu nghi ngờ. Loạt đạn pháo đầu tiên của Ringgold đã bắn trúng tháp chỉ huy của chiếc tàu ngầm, trúng vào van lấy hơi chính cho dù quả đạn không nổ. Chiếc tàu ngầm lặn xuống và xoay xở đi đến được Abemama, hoàn tất nhiệm vụ của mình.
Không lâu sau 05 giờ 00, đối phương bắt đầu nổ súng phản công, và đến 06 giờ 22 phút cuộc bắn phá bằng hải pháo theo kế hoạch được tiến hành một cách có hệ thống xuống Betio. Dưới sự che chở của một màn khói ngụy trang, các tàu quét mìn Pursuit (AM-108) và Requisite (AM-109) bắt đầu rà quét một tuyến luồng từ khu vực vận chuyển vào đến vũng biển trong khi diễn ra cuộc bắn phá, sử dụng pháo của chính họ bắn trả các khẩu đội pháo duyên hải Nhật Bản. Và trong khi Pursuit thả các phao tiêu đánh dấu, Requisite dẫn trước Ringgold và Dashiell tiến vào vũng biển dưới hỏa lực từ các khẩu pháo bờ biển đối phương. Ringgold trúng hai quả đạn pháo đối phương, và cho dù cả hai đều tịt không nổ, một quả vẫn làm hỏng động cơ bên mạn trái. Sĩ quan máy trưởng, Thiếu tá Hải quân Wayne A. Parker, đã dùng thân mình bịt lổ thủng trong khi tiến hành sửa chữa khẩn cấp.
Các tàu lớn hơn không thể tiến vào vũng biển, nên chỉ bốn con tàu trên đảm nhiệm việc bắn pháo tuyến đầu hỗ trợ cho cuộc tấn công; họ bị đối phương bắn trúng nhiều lần. Cho đến cuối ngày, trong tổng số 5.000 binh lính đổ bộ lên bờ, 1.500 người đã tử trận hay bị thương. Ringgold và Dashiell cuối cùng được các tàu khu trục Frazier (DD-607) và Anderson (DD-411) thay phiên; họ làm nhiệm vụ bắn hỏa lực hỗ trợ theo yêu cầu, trong khi máy bay từ tàu sân bay ném bom và bắn phá các vị trí đối phương hầu như liên tục cho đến tối. Tuy nhiên, sự hỗ trợ trên không tại Tarawa có lực lượng yếu kém và kỹ thuật còn sơ khai so với những gì được thực hiện tại Okinawa một năm rưỡi sau đó.
Khi đêm đến, mọi tàu chiến và tàu vận tải, ngoại trừ ba tàu khu trục, rút lui ra khu vực ngoài khơi để được bảo vệ phòng không và chống tàu ngầm; các tàu vận tải quay trở lại lúc 21 giờ 40 phút. Ringgold thả neo bên trong vũng biển, Anderson tuần tra về phía Nam trong khi Frazier ở ngoài khơi đầu hòn đảo để bắn hỏa lực theo yêu cầu suốt đêm. Đến ngày 27 tháng 11, cả Tarawa lẫn Abemama đều được bình định.

### 1944
Sau khi hoàn tất sửa chữa vào đầu tháng 12, Ringgold tham gia cuộc tấn công để chiếm đóng các đảo san hô Kwajalein và Eniwetok trong tháng 1 và tháng 2 năm 1944, nơi nó bắn pháo hỗ trợ gần cho lực lượng đổ bộ. Vào ngày 20 tháng 3, nó bắn phá các vị trí đối phương trên bờ tại Kavieng thuộc đảo New Ireland, như một đòn tấn công nghi binh chuẩn bị cho cuộc đổ bộ lên phần phía Bắc quần đảo Bismarck. Từ ngày 24 tháng 4 đến ngày 1 tháng 5, nó tham gia cuộc đổ bộ để chiếm đóng Hollandia tại New Guinea.
Sang tháng 6, Ringgold tham gia Chiến dịch quần đảo Mariana và Palau, và trong cuộc tấn công lên Guam, nó đã hoạt động như tàu kiểm soát tàu đổ bộ và bắn hỏa lực hỗ trợ. Trong đợt đổ bộ ban đầu, nó đã tung ra 23 đợt xuồng đổ bộ lên các bãi đổ bộ. Sau đó là cuộc tấn công đổ bộ lên đảo Morotai về phía Bắc Molucca, nơi nó làm nhiệm vụ bắn hỏa lực hỗ trợ.
Vào ngày 20 tháng 10, lực lượng Hoa Kỳ quay trở lại để tái chiếm Philippines, nơi Ringgold lại làm nhiệm vụ bắn hỏa lực hỗ trợ cho cuộc đổ bộ lên đảo Panaon ngoài khơi phía Nam Leyte. Hai ngày sau, con tàu được lệnh quay trở về Xưởng hải quân Mare Island, California để đại tu.

### 1945
Vào đầu tháng 2 năm 1945, Ringgold gia nhập Lực lượng Đặc nhiệm 58 dưới quyền chỉ huy của Phó đô đốc Marc Mitscher, một lực lượng tàu sân bay nhanh trực thuộc Đệ Ngũ hạm đội, vốn trở thành Lực lượng Đặc nhiệm 38 khi trực thuộc Đệ Tam hạm đội. Nó lên đường tham gia cuộc không kích đầu tiên từ tàu sân bay lên chính quốc Nhật Bản và Okinawa để hỗ trợ cho cuộc đổ bộ lên Iwo Jima. Dưới sự che chở do thời tiết sương mù, lực lượng tiếp cận bất ngờ và tung máy bay ra tấn công ở cách mục tiêu 120 mi (190 km) lúc bình minh ngày 16 tháng 2. Trọng tâm cuộc cuộc không kích nhắm vào các cơ sở không quân đối phương trong ngày thứ hai, các sân bay và nhà máy chế tạo máy bay trên các đảo chính quốc; và trong hai ngày phía Nhật Bản đã bị bắn rơi 416 máy bay trên không, mất thêm 354 chiếc khác trên mặt đất, cũng như một tàu sân bay hộ tống bị đánh chìm.
Sau khi được sửa chữa tại Ulithi và Trân Châu Cảng, Ringgold gia nhập trở lại Lực lượng Đặc nhiệm 58 vào ngày 4 tháng 6, để hỗ trợ cho chiến dịch Okinawa. Sau khi hoàn tất nhiệm vụ, lực lượng rút lui về vịnh San Pedro tại vịnh Leyte, Philippines, đến nơi vào ngày 13 tháng 6. Con tàu lại ra khơi vào ngày 1 tháng 7 cùng Lực lượng Đặc nhiệm 38, lực lượng tàu sân bay nhanh trực thuộc Đệ Tam hạm đội dưới quyền Đô đốc William Halsey Jr, cho cuộc không kích lên chính quốc Nhật Bản. Cùng với Hải đội Khu trục 25 và Đội tuần dương 17, nó tham gia cuộc càn quét tàu bè vào đêm 15-16 tháng 7 cách 6 mi (9,7 km) ngoài khơi bờ biển phía Bắc đảo Honshū, Nhật Bản; rồi đến đêm 30 tháng 7 lại tham gia cuộc càn quét chống tàu bè tại Suruga Wan và bắn phá thị trấn Shimizu, Honshū.
Gia nhập trở lại Lực lượng Đặc nhiệm 38 vào ngày 31 tháng 7, Ringgold tiếp tục hoạt động dọc bờ biển đối phương cùng lực lượng này cho đến khi Nhật Bản đầu hàng kết thúc cuộc xung đột. Con tàu được lệnh hộ tống cho tàu sân bay Antietam (CV-36) quay trở lại cảng Apra, Guam vào ngày 22 tháng 8, đến nơi bốn ngày sau đó và được sửa chữa. Lên đường đi Okinawa vào ngày 16 tháng 9, chiếc tàu khu trục đưa 83 hành khách đi Trân Châu Cảng, rồi tiếp tục đi sang vùng bờ Đông Hoa Kỳ. Nó được cho xuất biên chế vào ngày 23 tháng 3 năm 1946 và được đưa về Hạm đội Dự bị Đại Tây Dương neo đậu tại Charleston, South Carolina, nơi nó bị bỏ không cho đến năm 1959. Con tàu được kéo đến Xưởng hải quân Charleston để tái trang bị và hiện đại hóa trước khi được chuyển cho Cộng hòa Liên bang Đức trong khuôn khổ Chương trình Viện trợ Quân sự.

### Zerstörer 2(D171)

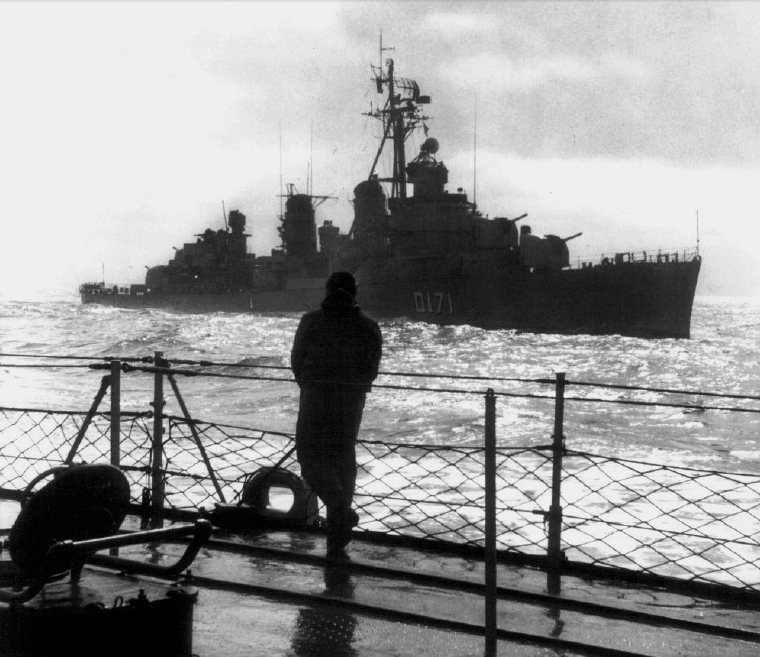
Tàu khu trục Zerstörer 2 (D171) trên đường đi, năm 1960.

Được chính thức chuyển cho Hải quân Đức vào ngày 14 tháng 7 năm 1959, con tàu được đổi tên thành Zerstörer 2 (D171). Nó lần lượt được chỉ huy bởi những sĩ quan từng được tặng thưởng Huân chương Chữ thập sắt Hiệp sĩ: Trung tá Hải quân Günter Kuhnke từ ngày 14 tháng 7 năm 1959 đến tháng 11 năm 1960; Trung tá Hải quân Otto Ites từ tháng 11 năm 1960 đến tháng 9 năm 1962; và Trung tá Hải quân Paul Brasack từ tháng 9 năm 1962 đến tháng 3 năm 1964.

### Kimon(D42)
Con tàu được chuyển cho Hy Lạp và phục vụ cùng Hải quân Hy Lạp từ ngày 18 tháng 9 năm 1981 như là chiếc Kimon (D42). Nó được đưa về lực lượng dự bị năm 1987 và bị tháo dỡ vào năm 1993.

## Phần thưởng
Ringgold được tặng thưởng mười Ngôi sao Chiến trận do thành tích phục vụ trong Thế Chiến II.